# Melissodes rivalis
Melissodes rivalis är en biart som beskrevs av Cresson 1872. Melissodes rivalis ingår i släktet Melissodes och familjen långtungebin. Inga underarter finns listade i Catalogue of Life.